# Cantón de Aix-les-Bains-Norte-Grèsy
El cantón de Aix-les-Bains-Norte-Grésy (en francés canton d'Aix-les-Bains-Nord-Grésy) era una división administrativa francesa, que estaba situada en el departamento de Saboya y la región de Ródano-Alpes.

## Composición
El cantón estaba formado por siete comunas, más una fracción de la comuna que le daba su nombre:
- Aix-les-Bains (fracción)
- Brison-Saint-Innocent
- Grésy-sur-Aix
- Montcel
- Pugny-Chatenod
- Saint-Offenge-Dessous
- Saint-Offenge-Dessus
- Trévignin

## Supresión del cantón
En aplicación del decreto nº 2014-272 del 27 de febrero de 2014, el cantón de Aix-les-Bains-Norte-Grésy fue suprimido el 1 de abril de 2015 y sus 8 comunas pasaron a formar parte; siete del nuevo cantón de Aix-les-Bains-1 y la fracción de la comuna que le daba su nombre se unió con las demás fracciones para que, por medio de una reestructuración cantonal, fueran creados los nuevos cantones de Aix-les-Bains-1 y Aix-les-Bains-2.